# Lago di Nantua
Il lago di Nantua (in francese lac de Nantua) si trova nel dipartimento dell'Ain della regione Alvernia-Rodano-Alpi in Francia. È d'origine glaciale e occupa il fondo di una gola che corre trasversalmente alla catena del Giura franco-svizzero.

## Geografia
Il lago ha una lunghezza di 2,5 km e un'estensione più o meno costante di 650 m. Giace alle pendici settentrionali della Montagne de Chamoise e forma lo sbocco occidentale della Cluse de Nantua (chiusa di Nantua), valle trasversale che taglia l'anticlinale del Giura in direzione est-ovest. Il lago appartiene per intero al territorio comunale di Nantua, il cui capoluogo si affaccia sulla sponda orientale. Sulla sponda opposta si trovano Montréal-la-Cluse e il piccolo comune di Port.
I tributari, entrambi praticamente superficiali, sono i ruscelli Merloz e Doye. Essi drenano una porzione di pochi chilometri della chiusa, poiché a monte delle Neyrolles lo spartiacque scende nel Semine. A nord di Port, invece, il breve corso del Bras du Lac convoglia le acque del bacino nel fiume Oignin. Nell'area, sita in una regione carsica, al ricambio delle acque contribuiscono anche immissari ed emissari sotterranei. Sovrastano fin di 300 m le sponde settentrionali e meridionali del lago pendii boscosi attraversati da prominenti falesie. Il lago non possiede isole.

### Genesi
Durante la glaciazione Würm il ghiacciaio del Rodano formò nella chiusa di Nantua una lingua collaterale, la cui morena terminale si spingeva fino alle valli dell'Ange e dell'Oignin. Dopo lo scioglimento dei ghiacci residuò un tipico lago glaciale. Lo specchio d'acqua si rialzò più ancora della morena, spessa fino a 90 m. L'estensione era diverse volte maggiore di quella odierna, sicché il lago giungeva fino a Nurieux, Montréal-la-Cluse e Saint-Martin-du-Frêne.
Nel 1856 l'amministrazione comunale di Nantua fece rettificare il corso del Bras du Lac, abbassando in tal modo il livello del lago di circa un metro, allo scopo di prevenire inondazioni e strappare terreno alle aree paludose.

## Ecologia
Il tempo di residenza medio dell'acqua nel lago è stimato in 251 giorni, il che rappresenta un ricambio nettamente più rapido in confronto a quello dei vicini laghi di Annecy e Le Bourget. Ciò nonostante l'immissione di acque reflue all'inizio degli anni 1970 condusse alla fine a un severo inquinamento da nutrienti (eutrofizzazione) dal quale il lago si sta riprendendo a fatica. D'estate domina una forte stratificazione termica con temperatura dell'acqua fino a 25 °C in superficie (acque meromittiche) e il rimescolamento con gli strati al di sotto dei 10 m di profondità ha luogo solo d'inverno. L'acqua del lago è di media durezza (circa 10 °d) a causa del bacino imbrifero calcareo. La conduttività elettrica si situa intorno ai 390 µS/cm. Le sedimentazioni nel lago consistono in massima parte nel silt, cioè in sedimenti minerali di finissima granulometria.

### Misure di tutela
In risposta all'elevato inquinamento da nutrienti e alla conseguente carenza d'ossigeno, specie negli strati più profondi, nel 1972 fu messo in funzione un sistema fognario che convoglia le acque di scarico di entrambi i comuni rivieraschi (Nantua e Port), come anche delle Neyrolles a monte del bacino, e le conduce a un impianto di depurazione appositamente installato all'estremità del Bras du Lac. Per affrettare la ripresa del lago, un impianto pilota ha anche immesso ossigeno negli strati profondi (35 m). Pertanto, nelle estati 1976, 1977 e 1978 sono state dissolte in acqua mediante circolatori rispettivamente 15, 51 e 60 tonnellate d'ossigeno. Una serie di rilevazioni durante l'intervento del 1978 non ha mostrato però l'atteso incremento del contenuto d'ossigeno, cosicché le immissioni non sono state ripetute negli anni a seguire. Si ipotizza che tanto la microfauna, stimolata dall'intervento, quanto le reazioni chimiche con le rocce sedimentarie abbiano finito per consumare egualmente l'ossigeno introdotto.
Le condizioni del lago sono migliorate soprattutto negli anni 2010, e la carenza d'ossigeno al termine del ristagno estivo sotto i 10 m di profondità si è fatta meno marcata.

### Flora e fauna
In corrispondenza dei pendii la riva è boscosa, ma solo laddove lo consentono le vie di comunicazione esistenti. A Nantua si trovano anche tratti di riva interamente riconvertiti, ad esempio i moli, e una spiaggia. A Port c'è invece un terreno acquitrinoso con sviluppo di canneti. La biomassa consiste essenzialmente nel fitoplancton, con prevalenza del  Dinobryon divergens negli strati più superficiali e dell'Oscillatoria rubescens nei più profondi. Tra le specie vegetali maggiori si trovano la ninfea e la naiade marina.
Sul fondo del lago proliferano soprattutto le naididi e il Pisidium. La popolazione ittica è varia e include il persico reale, il luccio, la trota e la carpa.

### Status di tutela
Il lago di Nantua è fin dal 1936 un site classé, vale a dire una zona di tutela paesaggistica. Costruzioni e demolizioni sottostanno perciò alla supervisione dello stato e sono vietate le installazioni che possono deturpare l'aspetto del luogo, come i cartelloni pubblicitari o le linee elettriche superficiali.

## Luoghi di interesse

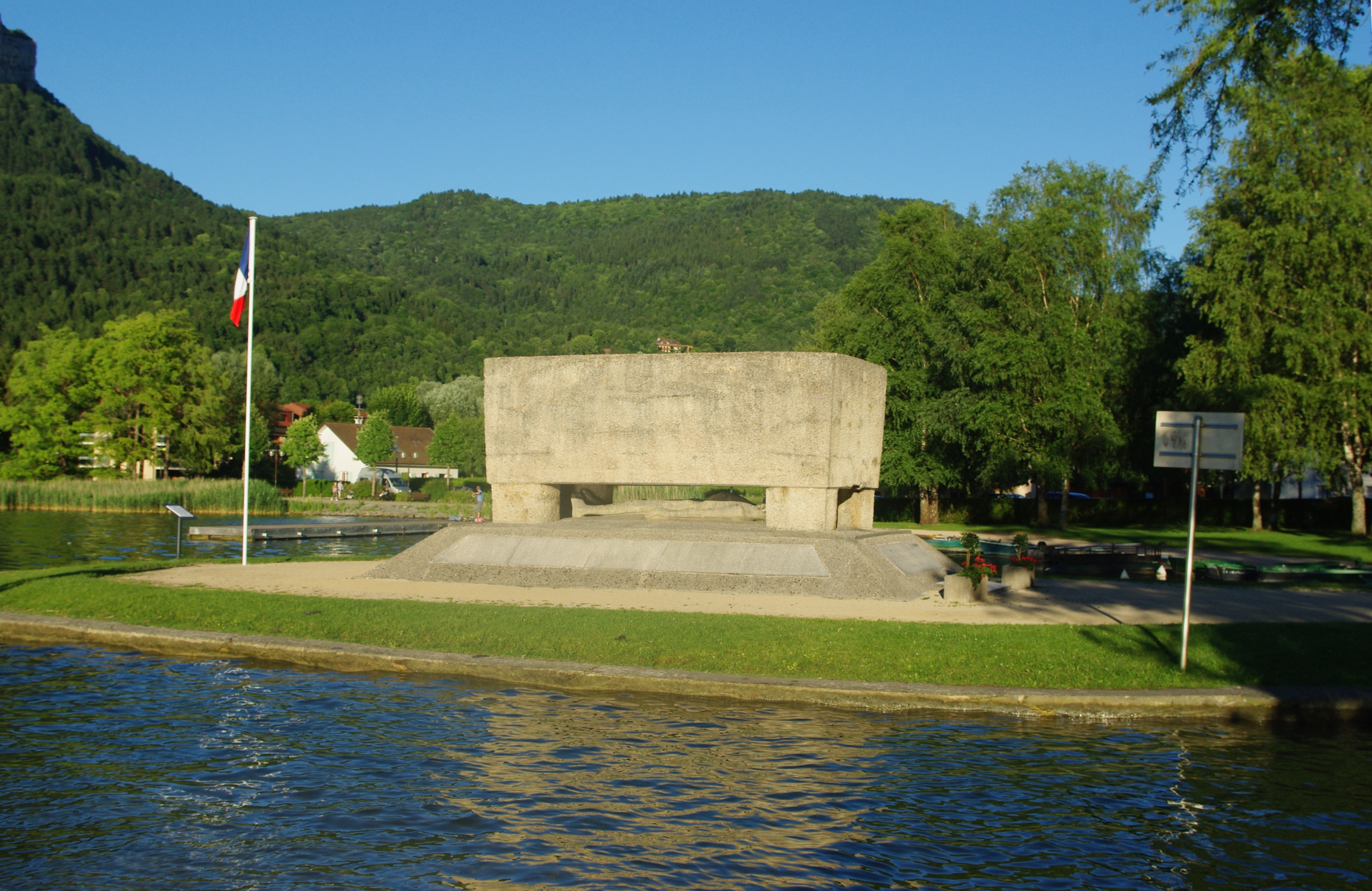
Il memoriale ai deportati dell'Ain

Sulla riva meridionale, in una penisola artificiale progettata allo scopo, si trova il memoriale delle vittime delle deportazioni dell'Ain. Esso ricorda con una lapide 595 abitanti del dipartimento che nel periodo 1940-1944, sotto il regime di Vichy e l'occupazione tedesca, furono deportati per motivi politici in campo di concentramento, e qui morirono o furono giustiziati. Un'altra lapide commemorativa è dedicata ai bambini di Izieu. Il memoriale fu commissionato nel 1947 dai cittadini di Nantua sopravvissuti alle deportazioni, e la realizzazione fu affidata all'artista Louis Leygue, a sua volta deportato. Leygue creò una scultura raffigurante un uomo che giace emaciato sotto un grosso blocco di pietra, del peso effettivo di circa 70 tonnellate. Uno spazio al centro del blocco dà luce alla figura. Il monumento fu inaugurato nel novembre 1949.

## Rilievo economico
Il lago è raggiungibile dalla strada dipartimentale D1084 (che collega Bellegarde-sur-Valserine a Pont-d'Ain passando per Nantua) così come dall'autostrada A40 che vi si innesta sia a est sia a ovest. Nella zona del lago l'autostrada percorre la galleria di Chamoise. Dal 1986 il viadotto autostradale di Nantua, che conduce all'imbocco del tunnel, è ben visibile nel panorama del lago dietro alla cittadina.
La città di Nantua ha fondato la sua politica turistica sul lago e sulla sua bellezza paesaggistica. Vi si praticano diversi sport acquatici come la vela, la canoa e lo sci nautico. Il club pesca del luogo offre canne da pesca a noleggio giornaliero o settimanale. Sulla punta meridionale esistono una piscina pubblica con spiaggia sulla riva del lago e un campeggio.

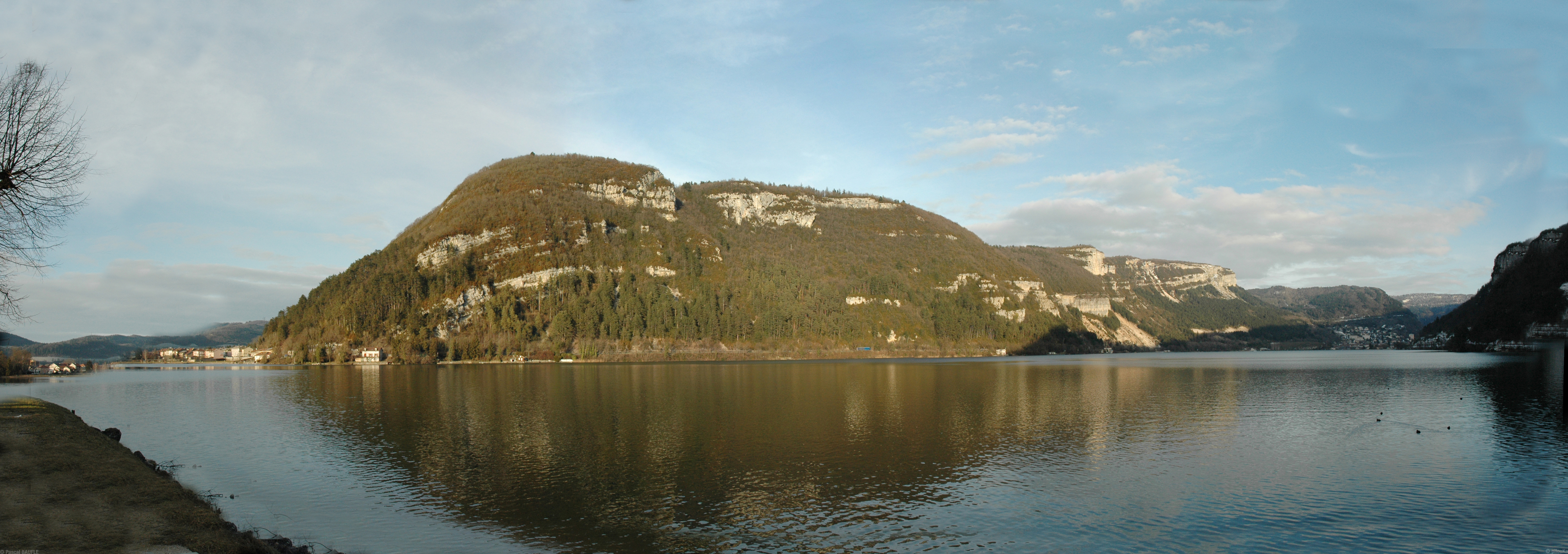
Il lago dalla riva meridionale con Nantua sulla destra